# Джиджи Хадид
Джелена Нура „Джиджи“ Хадид (на английски: Jelena Noura „Gigi“ Hadid) е американски модел и телевизионна звезда. Тя позира за списания като Vogue, VMAN, Elle, Grazia, Playgirl, Galore, Bitches, Silion, Eva, Banging, Shake it и др.

## Ранен живот и семейство
Джелена Хадид е родена на 23 април 1995 г. в Лос Анджелис, Калифорния. Тя е дъщеря на палестинския магнат от бизнеса с недвижими имоти Мохамед Хадид Алмаз и родената в Америка нидерландка Йоланда Фостър, която е бивш модел. Джиджи има по-малка сестра – Бела, която също е модел, и по-малък брат, Ануар. Тя има още 2 полусестри – Мариел и Алана от страна на баща си и още 5 доведени сестри. След развода на нейните родители майка ѝ се жени за музикалния продуцент Дейвид Фостър.
В гимназията е капитан на волейболния отбор и състезателка по конно надбягване. Завършва гимназията в Малибу на възраст от 18 години през 2013 г., след като повтаря година. След това се мести в Ню Йорк, за да се съсредоточи върху кариерата си на модел. От есента на 2013 г. учи в The New School.

## Кариера
Хадид подписва договор с IMG Models през 2011. Кариерата ѝ на модел започва още когато е на 2 години, след като е открита от Пол Марчиано. Тя започва в отдела Baby Guess. За известно време спира с кариерата си, за да се фокусира над ученето. В крайна сметка продължава работата си с тях и е обявена за лице на Guess през 2012. Според последното ѝ интервю, Джиджи е направила три кампании с Guess като възрастна.
През 2014 г. Хадид прави своя дебют на седмицата на модата в Ню Йорк, като позира на модния подиум в шоуто на „Desigual“. Тя прави своя дебют и в шоуто на Джеръми Скот. През март 2014 моделът „краси“ корицата на Schön! Magazine. Появява се в музикален клип, изпълнен от австралийския певец Коди Симпсън, който излиза на 14 април 2014 г. Тя се появява и в друг клип, правейки се на влюбена – в песента на американския носител на грами Мигел, който излиза на 29 май 2014 г. На 15 юли 2014 г. позира заедно с актьора и модел Патрик Шварценегер в есенно-зимната колекция на дизайнера Том Форд. Джиджи е домакин на наградите „Daily Front Row's Fashion Media“, които се провеждат в Ню Йорк на 5 септември 2014 г. През декември е на корицата на Harper's Bazaar Малайзия.
Хадид се появява в календара на „Pirelli“ през 2015 г. Позира за Марк Йакобс по време на седмицата на модата в Ню Йорк, Лондон и Париж. Също така позира и за Пол Готие в шоуто на RTW. През януари 2015 тя е обявена за новото лице на Maybelline, след като подписва договор с тях. През март Хадид е на корицата на испанското Vogue, а по-късно и заедно с Бинкс Уолтън за Teen Vogue. През юни е на корицата на австралийското Vogue, също така е и в бразилското Vogue. Участва в музикалното видео „How Deep Is Your Love“ на Калвин Харис, чиято премиера е на 6 август 2015 г. През декември 2015 г. Джиджи прави първата си изява в „Шоуто на Victoria's Secret“.

## Филмография

### Телевизия и филми
| Година      | Заглавие                         | Роля    |
| ----------- | -------------------------------- | ------- |
| 2012        | Virgin Eyes                      | Андреа  |
| 2012 – 2014 | Real Housewives of Beverly Hills | себе си |
| 2015        | Those Wrecked by Success         | себе си |

### Музикални клипове
| Година | Заглавие                |  | Изпълнител   | Роля           |
| ------ | ----------------------- |  | ------------ | -------------- |
| 2014   | „Surfboard“             |  | Коди Симпсън | себе си        |
| 2014   | „Simplethings“          |  | Мигел        | влюбена        |
| 2015   | „Bad Blood“             |  | Тейлър Суифт | Слей-Зед       |
| 2015   | „How Deep Is Your Love“ |  | Калвин Харис | влюбено момиче |
| 2016   | „Pillowtalk“            |  | Зейн Малик   | себе си        |

## Награди и номинации
| Година | Конкурс                                 | Категория         | Резултат   |
| ------ | --------------------------------------- | ----------------- | ---------- |
| 2015   | First Annual Fashion Los Angeles Awards | Модел на годината | Печели     |
| 2015   | Teen Choice Awards                      | Choice Model      | Номинирана |